# Cascade (vírus de computador)

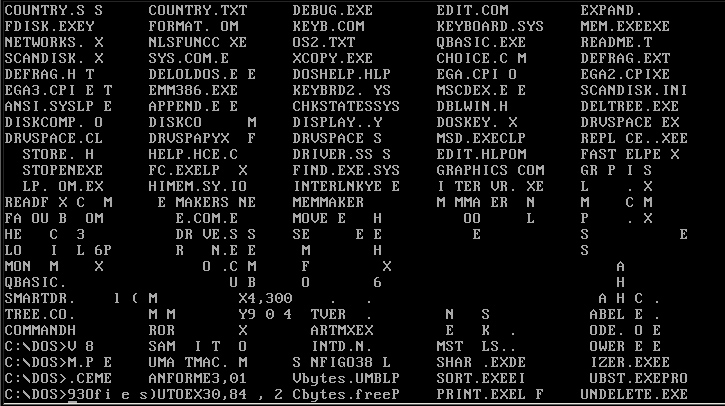
Screenshot

O vírus Cascade foi um vírus de computador escrito em linguagem Assembly, que se espalhou nos anos de 1980 e início dos anos de 1990. Infectava ficheiros COM e exibia um efeito peculiar: fazia com que o texto no ecrã caísse. Utilizava um algoritmo de encriptação para evitar ser detetado.
Surgiu pela primeira vez no sistema MS-DOS, em finais dos anos de 1980.